# Polymastia sola
Polymastia sola är en svampdjursart som beskrevs av Gustavo Pulitzer-Finali 1983. Polymastia sola ingår i släktet Polymastia och familjen Polymastiidae. Inga underarter finns listade i Catalogue of Life.